# Општина Содражица
Општина Содражица (словен. Sodražica) је једна од општина Југоисточне Словеније у држави Словенији. Седиште општине је насеље Содражица.

## Природне одлике
Рељеф: Општина Содражица налази се у јужном делу државе. Општина се пружа испод планине Травне Горе. Доминира карстно тло.
Клима: У општини влада оштрија, планинска варијанта умерено континенталне климе.
Воде: У општини нема већих водотока. Већи број водотока је у виду понорница. Највећи водоток је речица Бистрица.

## Становништво
Општина Содражица је ретко насељена.

## Насеља општине
| - Бетоново - Брлог - Винице - Глобел - Жимарице - Замостец - Запоток | - Јанежи - Јеловец - Котел - Крачали - Кржети - Липовшица | - Мале Винице - Нова Штифта - Нови Пот - Петринци - Подкланец | - Преска - Равни Дол - Синовица - Содражица - Травна Гора |  |